# Gut Mielenforst

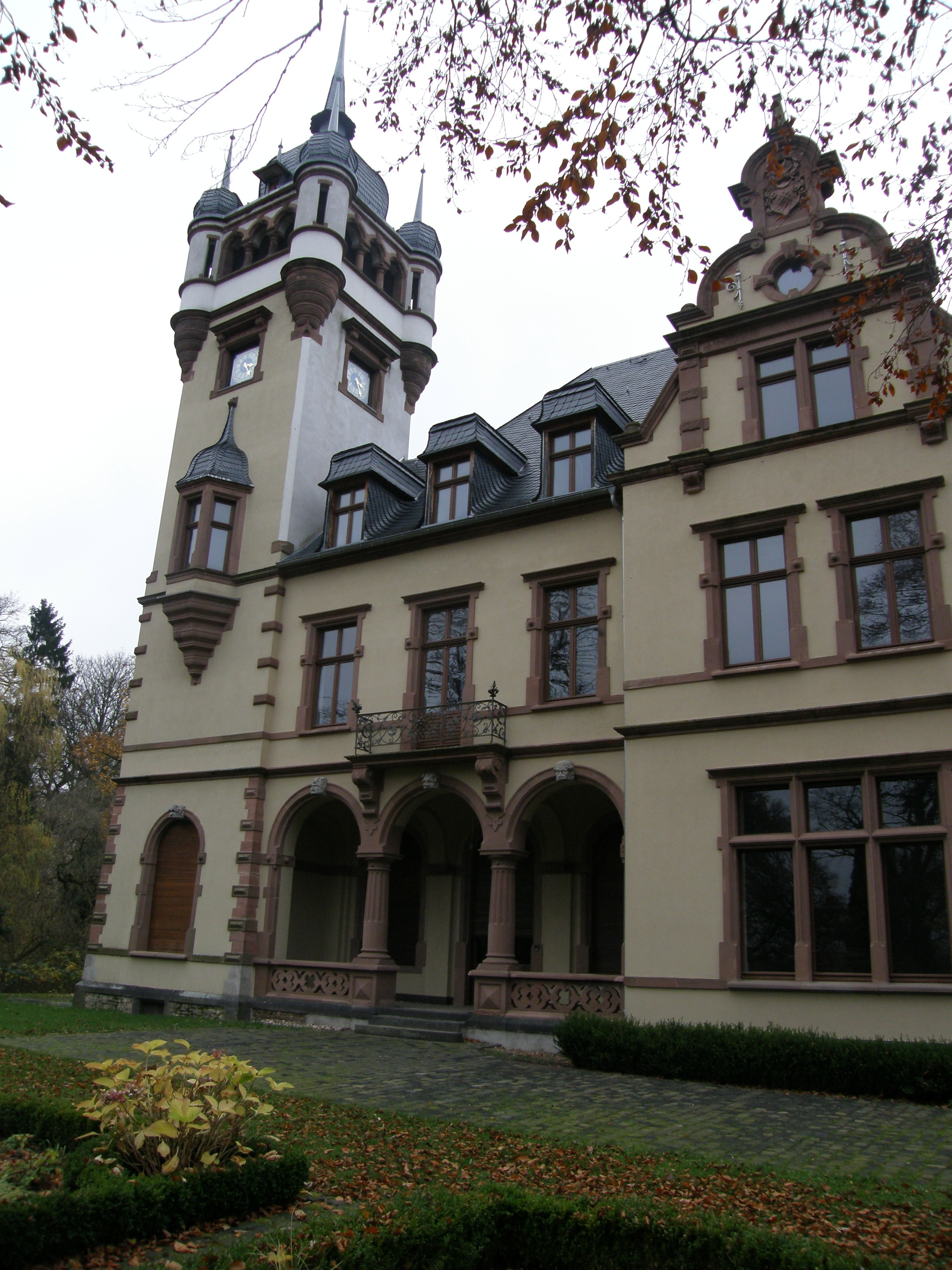
Parkfassade (2011)

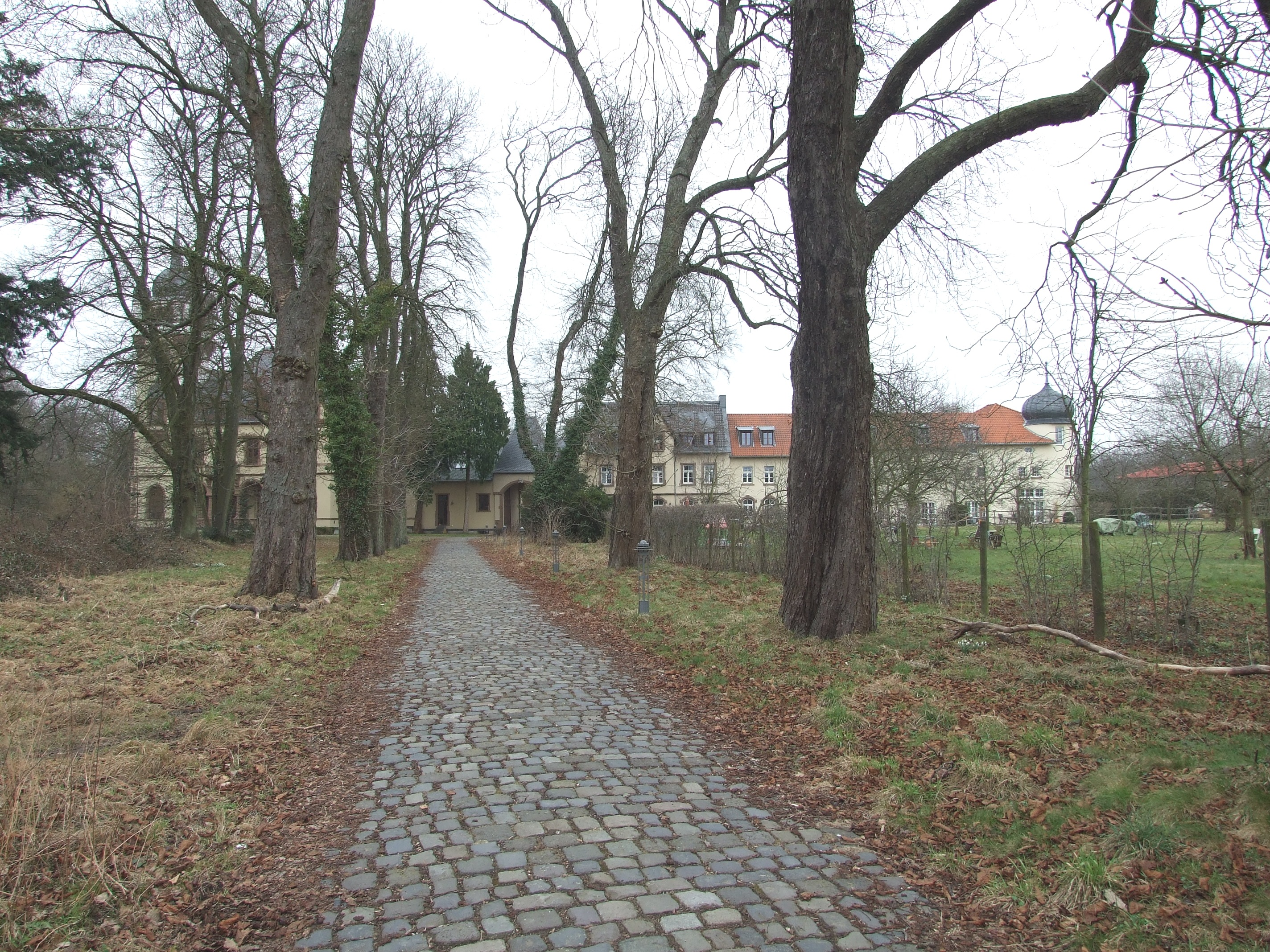
Das "Hofgut" von Süden (2011)

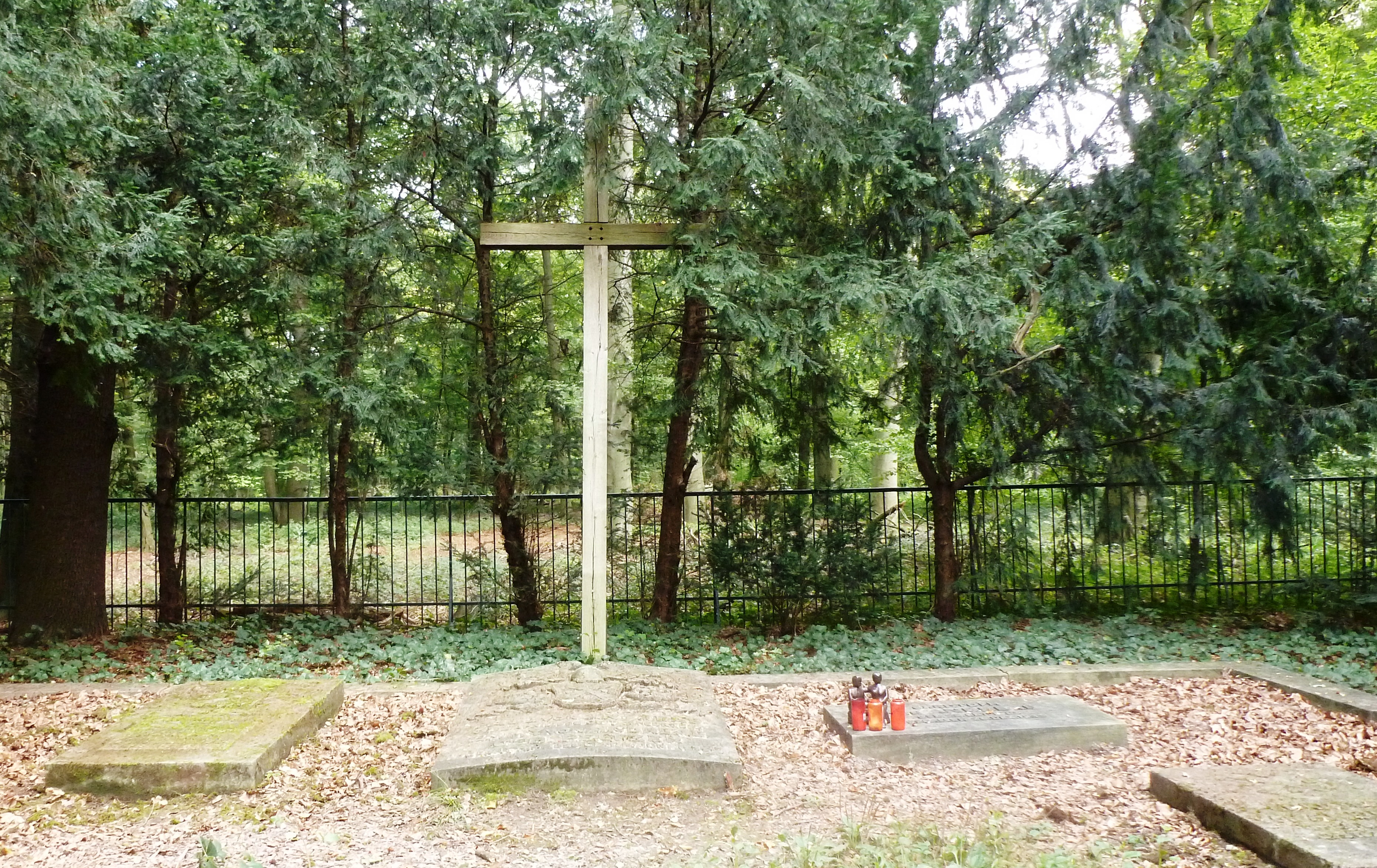
Grabstätte der Familie Andreae in der Nähe des Gutes

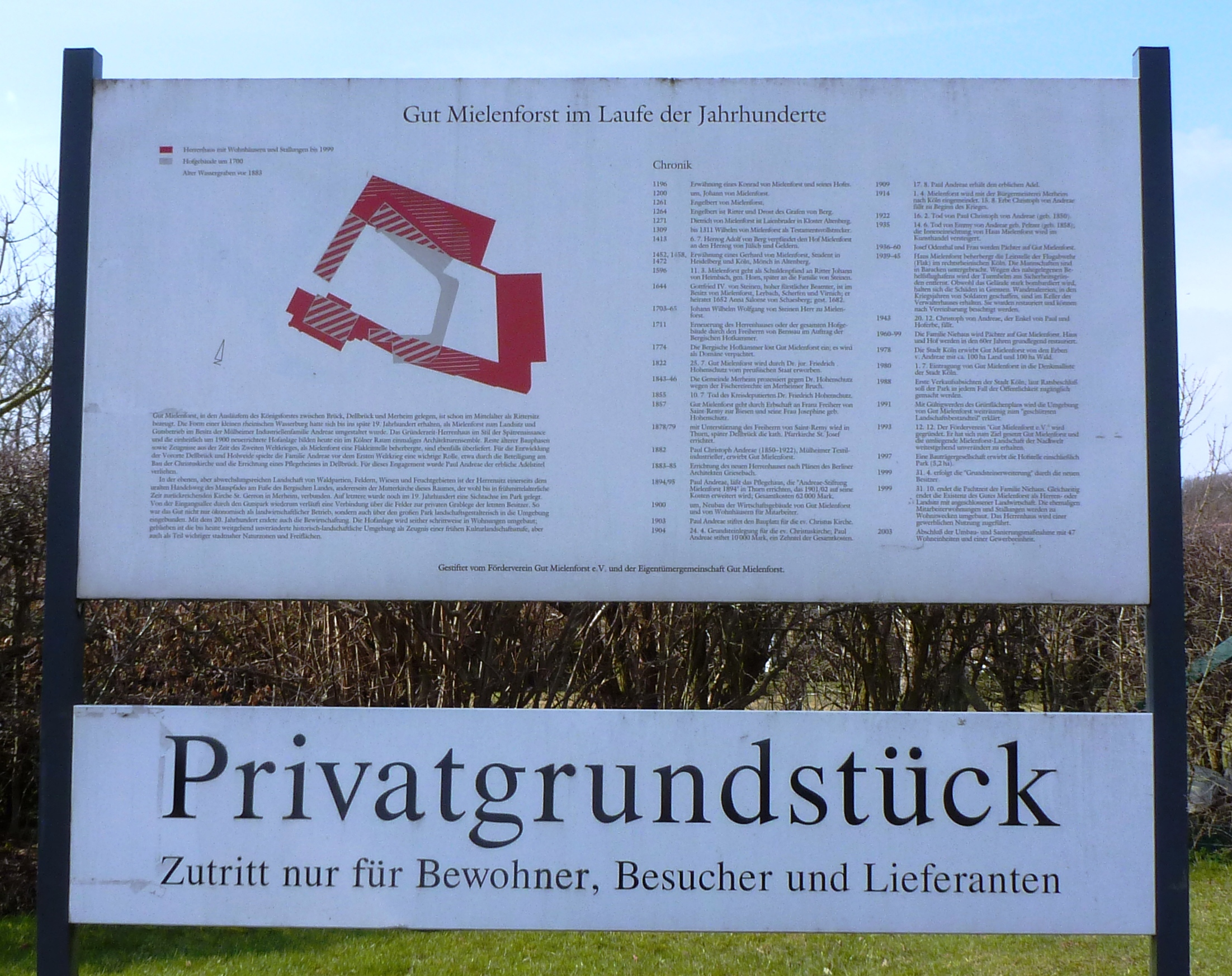
Das Gut ist heute in Privatbesitz und nicht öffentlich zugänglich.

Gut Mielenforst ist ein Gutshof und ehemaliger Rittersitz im Kölner Stadtteil Dellbrück. Heute wird es nach umfangreichem Umbau als Eigentumswohnanlage („Hofgut Mielenforst“) genutzt. Gut Mielenforst liegt am Rande des Königsforsts, am Eggerbach und unweit des Mauspfads. Der Name soll vom keltischen „mil“ = weich, sumpfig abgeleitet sein.

## Geschichte
Bereits im Jahre 1196 wurde ein Konrad de Milinvorst als „dapifer“ (Latein: "Aufträger von Speisen" = Truchseß) des Grafen von Berg erwähnt. Ein Geschlecht von Milenvorst ist seit dem 13. Jahrhundert bekannt. Im 15. Jahrhundert fiel der Besitz an die Grafen bzw. Herzöge von Berg zurück. 1596 war es an einen Ritter von Heimbach genannt Hoen verpfändet; am Ende des 17. Jahrhunderts war es im Eigentum der Familie von Steinen, die es bis 1774 innehatte und 1711 ein neues Herrenhaus errichten ließ. Danach fiel es an den Staat und blieb Domänengut.
1822 erwarb der Kölner Jurist Friedrich Hohenschutz das Gut mit ca. 350 Morgen Land. Von seiner Tochter Josephine und ihrem Ehemann Franz Wilhelm Freiherr von Saint-Remy zur Biesen kaufte der Textilindustrielle  Paul Andreae aus Mülheim 1882 das Gut ab, zu dem inzwischen ca. 750 Morgen Wald, Weiden und Ackerland gehörten. Andreae ließ bis 1885 das heutige Herrenhaus ausführen, indem er die alte Hofanlage schrittweise niederlegen und durch Neubauten im Neorenaissancestil ersetzen ließ. Währenddessen arrondierte er seinen Besitz, der Grundstücke in den Bürgermeistereien Merheim und Bensberg umfasste. 1904 wurde das Gut in einen Familienfideikommiss umgewandelt, und 1909 folgte die Erhebung der Familie Andreae in den erblichen Adelsstand durch Kaiser Wilhelm II.
Nach dem Ende des Ersten Weltkriegs hatte die New Zealand Rifle Brigade
der britischen Besatzungsmacht ihr Hauptquartier auf Gut Mielenforst. Ein Foto zeigt den späteren Eduard VIII. als Prince of Wales bei einem Besuch am 18. Januar 1919.
Im Zweiten Weltkrieg war Gut Mielenforst Flak-Leitstelle für das rechtsrheinische Köln. Der aus Gründen der Flugsicherheit des Fliegerhorstes Köln-Ostheim seines Helms beraubte Turm wurde als Beobachtungsturm genutzt. Im Keller des Verwalterhauses malten die Soldaten Büroszenen, Flakgeschütze und ein von Flakscheinwerfern gerahmtes Stadtpanorama Kölns an die Wände. Jenseits des Teichs entstand im Park ein Tiefbunker mit zwei Eingängen. Den Krieg überstand das Gut weitgehend unbeschadet.
Die Erben Andreae verkauften Gut Mielenforst 1978 an die Stadt Köln. Während der Park schon 1959 unter Naturschutz gestellt wurde, fand Gut Mielenforst 1980 Aufnahme in die Denkmalliste der Stadt Köln (Nr. 669). Ab 1988 versuchte die Stadt, das Gut zu veräußern, was durch Übertragung an eine Bauträgergesellschaft zum 1. April 1997 realisiert werden konnte. Mit dem Auslaufen der Pachtzeit zum 31. Oktober 1999 endete auch die landwirtschaftliche Nutzung des Gutes. Die Hofanlage wurde bis 2003 in eine Gewerbe- und 47 Wohneinheiten umgebaut und in Teileigentum umgewandelt (Planung: Badtke Architektur GmbH; Freiraumgestaltung: Brigitte Röde). Das Herrenhaus blieb (bis auf die Abtrennung des Küchenflügels) ungeteilt, die historische Dachlandschaft, insbesondere der Helm des Eckturms, wurde rekonstruiert. Gebäude, Hofgelände und Park sind nicht öffentlich zugänglich. Mit dem Amt des Stadtkonservators wurden aber regelmäßige Besichtigungstermine für die Öffentlichkeit vereinbart, etwa am Tag des offenen Denkmals.

## Beschreibung
Gut Mielenforst ist eine vierseitige Hofanlage, die aus Remisenflügel im Westen, Stall- und Lagergebäuden im Norden, großem Rinder- nebst Schafstall im Osten und Pächter- und Gesindehäusern und Futtermühle im Süden besteht. An der Südwestecke liegt das Herrenhaus, das durch das Haupttor mit dem Pächterhaus verbunden ist; eine weitere historische Toreinfahrt befindet sich an der Nordwestecke. Ausgrabungen um 2000 haben belegt, dass die Hofanlage früher nur die westliche Hälfte der heutigen Anlage bedeckte.

## Das Herrenhaus
An der bevorzugten Südwestecke der Hofanlage liegt das Herrenhaus. Es wurde 1883–85 nach Entwürfen des Berliner Architekten Hans Grisebach errichtet. Das zweigeschossige Haus im Stil der Deutschen Renaissance (Neorenaissance) ist ein Putzbau mit Rotsandsteindetails und besitzt einen Turm an der Südwestecke. Die Hauptfassade richtet sich nach Süden; im Erdgeschoss öffnet sich eine Loggia mit drei Rundbögen, hinter der die zentrale Halle des Hauses liegt.
Im Erdgeschoss befinden sich die Repräsentationsräume: An die querliegende Halle grenzt der Speisesaal, an den sich der Küchenflügel anschließt. Nach Westen liegt das in Formen des Louis-seize gestaltete Damen- bzw. Musikzimmer. Nördlich der Halle befinden sich, dem Innenhof zugewandt, das Herrenzimmer mit dunkler Barockvertäfelung und eingebauten Bücherschränken sowie das Treppenhaus. Die ursprüngliche Ausstattung wurde nach dem Tod der Hausherrin 1935 öffentlich versteigert.

## Der Park
Durch Verlegung des ursprünglich unmittelbar am Herrenhaus vorbeiführenden Mielenforster Kirchwegs nach Südosten wurde Raum für eine umfangreiche Parkanlage gewonnen. An die Stelle früherer Gräben und Pferdeschwemmen trat, vor der Süd- und Westfassade des Herrenhauses, ein durch eine Brücke in zwei Hälften geteilter Teich. Vor der Hauptfassade wurde eine Terrasse angelegt. Große Bäume gliederten die als Landschaftspark gestaltete Anlage, von der heute nur noch Reste erkennbar sind, so steht auf einer in den Teich hineinragenden Halbinsel eine große Sumpfzypresse. Am Mielenforster Kirchweg befinden sich zwei historische Toranlagen; die erste führt neben der „Mühle“ zu den Wirtschaftsgebäuden. Die zweite öffnet sich auf eine bei dem Sturmtief Friederike am 18. Januar 2018 weitgehend zerstörte Kastanienallee, die durch den Park zum Torbau zwischen Herren- und Pächterhaus führt.

## Zugehörige Bauten im Umfeld

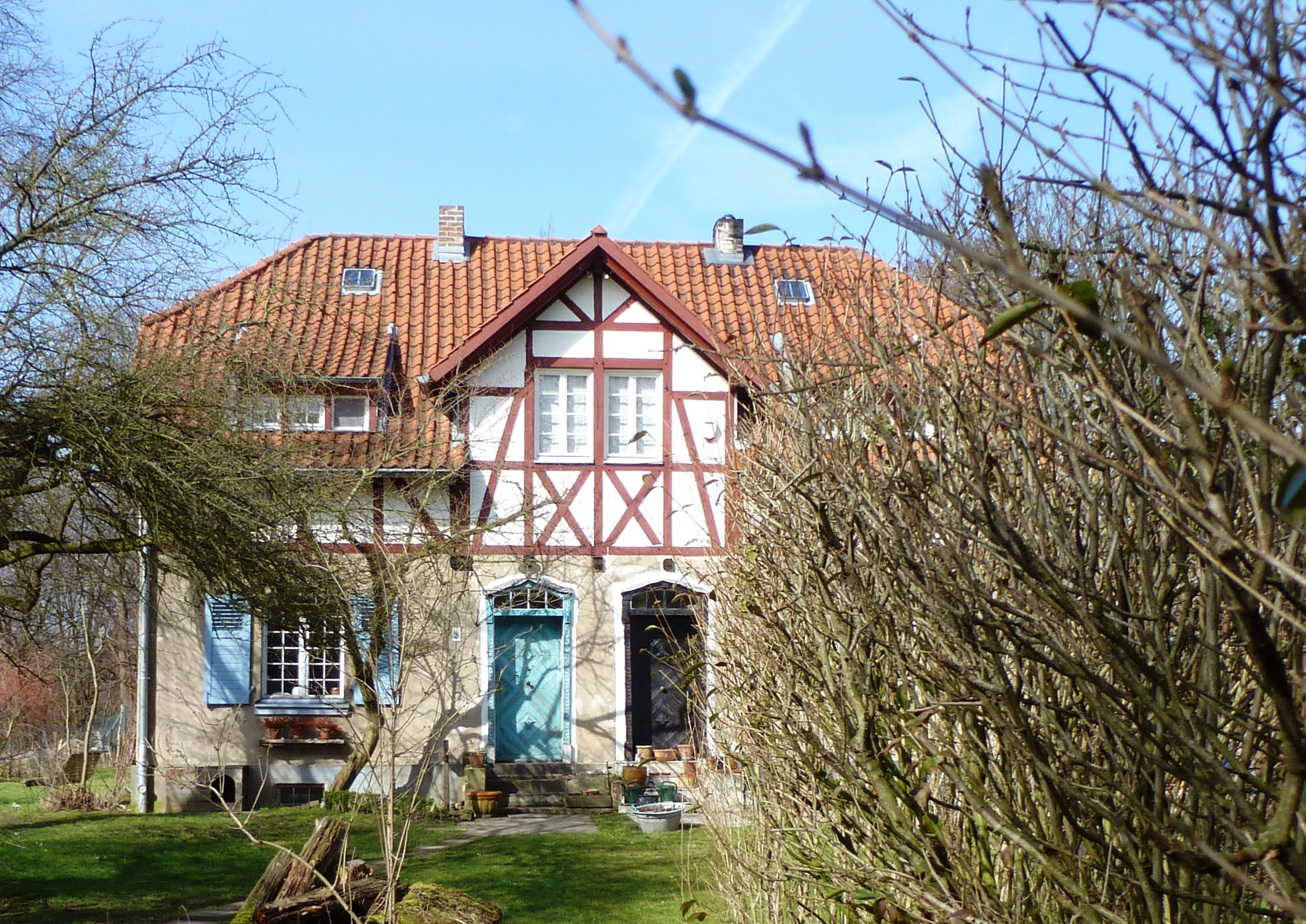
Ehemaliges Arbeiterhaus am Mielenforster Kirchweg

An der Zufahrt vom Mauspfad her liegen mehrere Arbeiterhäuser aus der Zeit um 1900 für Gutsangestellte. Etwa 700 Meter entfernt in südlicher Richtung liegt im Wald die Familiengrabstätte Andreae, deren Hauptzufahrtsachse auf den über die Feldflur sichtbaren Kölner Dom ausgerichtet ist. Der in südwestliche Richtung nach Köln-Merheim führende Mielenforster Kirchweg liegt, bedingt durch die heutige Umgehung der Autobahnauffahrt Köln-Merheim, nur noch zu einem Teil auf der Sichtachse zwischen dem Merheimer Kirchturm und dem Turm des Herrenhauses. Nicht weit entfernt am Mauspfad steht ein alter Bildstock, der ebenfalls durch eine Wegeachse mit dem Parktor verbunden ist.